# Keiko Nakano
Keiko Nakano (Japans: 中野 恵子, Nakano Keiko) (Kawaguchi, 8 januari 1968), beter bekend als Bull Nakano, is een Japans professioneel golfster en voormalig professioneel worstelaarster.

## In worstelen
- Afwerking en kenmerkende bewegingen
  - Gullotine leg drop
  - German suplex
  - Flying somersault leg drop
  - Lariat
  - Moonsault press

- Managers
  - Luna Vachon
  - Sonny Onoo

## Erelijst
- All Japan Women's Pro-Wrestling
  - AJW Championship (1 keer)
  - AJW Junior Championship (1 keer)
  - All Pacific Championship (1 keer)
  - WWWA World Heavyweight Championship (1 keer)
  - WWWA World Tag Team Championship (3 keer; 1x met Dump Matsumoto, 1x met Condor Saito en 1x met Grizzly Iwamoto)
  - AJW Hall of Fame (1998)
  - Japan Grand Prix (1988)

- Consejo Mundial de Lucha Libre
  - CMLL World Women's Championship (1 keer)

- World Wrestling Federation
  - WWF Women's Championship (1 keer)

- Wrestling Observer Newsletter awards
  - Wrestling Observer Newsletter Hall of Fame (Class of 2001)